# Neophyte
Neophyte is een muziekgroep en werd in 1992 gevormd in de Nederlandse stad Rotterdam. De groep bestaat uit Jeroen Streunding (ook wel DJ Neophyte), Danny Greten en Jarno Butter.
De naam betekent 'nieuwkomer'. De groep werd onder contract van DJ Paul Elstaks Rotterdam Records geplaatst. Enkele jaren later werd er een gitarist, Jarno Butter, aan de live-act toegevoegd.
Begin jaren negentig had Neophyte enkele populaire nummers uitgebracht zoals Mellow Moenie Mauwe en Ik Wil Hakke!. Later verwierven zij nog meer bekendheid toen ze de platen Happy Is Voor Hobo's, Hardcore to the Bone, Execute en Army Of Hardcore uitbrachten. Neophyte produceerde ook tracks onder de namen Bodylotion en Hard Creation.
De groep Neophyte heeft in de loop der jaren laten blijken niet blij te zijn geweest met de happy hardcore-rage die midden jaren 90 in Nederland plaatsvond. Ze reageerden op dit genre met de track Happy Is Voor Homo's. Later kreeg Neophyte te horen dat deze tekst niet langer zo gebruikt kon worden waarop van de letter M een B is gemaakt. In de track zelf is nog wel duidelijk de M te horen (alsook het Engelse slangwoord 'faggot'). De track is een parodie op het happy hardcore-genre, en mixt happy geluiden met terror. In het lied wordt met gepersifleerde en over-geacteerde stemmen een homo nagedaan die daarna worden overstemd door de kicks (harde dreunen).

## Kritiek
In 2004 kwam Neophyte met de track Alles Kapot die een samenwerking was met Evil Activities. In de track worden samples gebruikt van een interview uit het radioprogramma Spijkers Met Koppen van Jack Spijkerman met een christelijke dominee, het is een remix van De Klootzakken - Dominee Dimitri van Otto van den Toorn en Vincent Hendriks, welke in 1994 is uitgebracht. De dominee, die vindt dat housemuziek "duivels" is, wordt overstemd door een kille harde stem die Ja hoor, tuurlijk! en Ach man! schreeuwt. De track was een redelijk succes. 
In 2005 haalde Neophyte weer een hitnotering in met het compilatiealbum 13 jaar terreur waarin veel van Neophyte's eerdere tracks zijn te horen. Deze behaalde de 29e plaats en stond 13 weken in de Nederlandse Album Top 50/100.

## Discografie

### Albums
| Neophyte hardcore                           |  | 20-12-1997 | 70 | 2  | * |  |  |  |  |
| Not Enough Middle Fingers                   |  | 2000       | -  | -  |   |  |  |  |  |
| At War                                      |  | 2001       | -  | -  |   |  |  |  |  |
| Ten Years of Terror                         |  | 2001       | -  | -  |   |  |  |  |  |
| 13 jaar terreur                             |  | 12-2-2005  | 29 | 13 |   |  |  |  |  |
| RechToe RechTaan                            |  | 1-5-2006   | -  | -  |   |  |  |  |  |
| Invasion                                    |  | 2007       | -  | -  |   |  |  |  |  |
| Neophyte Records: A Decade Of Great Succes. |  | 2009       | -  | -  |   |  |  |  |  |
| Mainiak Part One.                           |  | 2011       | -  | -  |   |  |  |  |  |
| Mainiak Part Two.                           |  | 2012       | -  |    |   |  |  |  |  |

### Singles
| Single met eventuele hitnotering(en) in de Nederlandse Top 40 | Datum van verschijnen | Datum van binnenkomst | Hoogste positie | Aantal weken | Opmerkingen                      |
| ------------------------------------------------------------- | --------------------- | --------------------- | --------------- | ------------ | -------------------------------- |
| Great Succes                                                  | 2008                  |                       |                 |              | met Tha Playah                   |
| Still Nr. 1                                                   | 2008                  |                       |                 |              | met Tha Playah                   |
| This is real hardcore                                         | 2007                  |                       |                 |              | met The Viper                    |
| Jappo & Lancinhouse - exlxaxl                                 | 2005                  |                       |                 |              | Neophyte & Evil activities remix |
| Alles kapot                                                   | 2004                  |                       |                 |              | met Evil activities              |
| Blast your ass                                                | 2004                  |                       |                 |              | met Scott Brown                  |
| One of these days                                             | 2004                  |                       |                 |              | met Evil activities              |
| Muil houwe                                                    | 2003                  |                       |                 |              | met MC Ruffian                   |
| Masters of Ceremony - Know your enemy                         | 2003                  |                       |                 |              |                                  |
| Neighbourhood crime                                           | 2001                  |                       |                 |              | Als Bodylotion                   |
| Nation of domination                                          | 2002                  |                       |                 |              | met The Stunned Guys             |
| DRUGS                                                         | 2002                  |                       |                 |              |                                  |
| Masters of Ceremony - Under control                           | 2001                  |                       |                 |              |                                  |
| Hard Creation - Let's get them all                            | 2001                  |                       |                 |              |                                  |
| Masters of Ceremony - A way of life                           | 2001                  |                       |                 |              |                                  |
| The Masochist - Antimix by Neophyte                           | 2000                  |                       |                 |              |                                  |
| Revolution 909                                                | 1999                  |                       |                 |              |                                  |
| Hard Creation - I will have that power                        | 1998                  |                       |                 |              |                                  |
| No worries                                                    | 1998                  |                       |                 |              | Als Bodylotion                   |
| Sex met mongolen                                              | 1998                  |                       |                 |              | met Buzz Fuzz                    |
| Army of hardcore                                              | 1997                  |                       |                 |              | met The Stunned Guys             |
| Braincracking                                                 | 1997                  |                       |                 |              |                                  |
| Hardcore from the heart                                       | 1997                  |                       |                 |              | met Attic & Stylzz               |
| None of ya left                                               | 1996                  |                       |                 |              |                                  |
| Always hardcore                                               | 1996                  | 2-11-1996             | 27              | 5            | Als Bodylotion                   |
| Hardcore to the bone                                          | 1996                  |                       |                 |              | Masters of ceremony              |
| Execute                                                       | 1995                  |                       | tip             |              |                                  |
| Get this motherfucker                                         | 1995                  |                       |                 |              | met The Stunned Guys             |
| Happy is voor hobo's                                          | 1995                  |                       |                 |              | Als Bodylotion                   |
| Ik wil hakke!                                                 | 1994                  |                       |                 |              | Als Bodylotion                   |
| Fuck Martina                                                  | 1994                  |                       |                 |              | Als Bodylotion                   |
| Make you dance                                                | 1994                  |                       |                 |              |                                  |
| Mellow moenie mauwe                                           | 1994                  |                       |                 |              |                                  |
| Recession                                                     | 1993                  |                       |                 |              |                                  |
| Mikey                                                         | 1993                  |                       |                 |              |                                  |
| bron = 1001artiesten.nl                                       |                       |                       |                 |              |                                  |

## Trivia
- Neophyte is een Engels woord en betekent beginner, novice, nieuwkomer, beginnende priester, religieus bekeerling.